# Saint-Marcel-en-Murat
 Saint-Marcel-en-Murat  là một xã ở tỉnh Allier thuộc miền trung nước Pháp.